# Felix Weber
Pour les articles homonymes, voir Weber.
Felix Weber (né le 1er décembre 1960 à Haßfurt) est un compositeur et producteur de musique allemand.

## Biographie
À six ans, il commence à apprendre le piano. À quatorze ans, il joue dans son premier groupe. À dix-sept ans, il joue dans un groupe de reprise de chansons américaines qui se produit dans les clubs d'officiers de l'armée américaine stationnée en Bavière. Il fait alors la connaissance d'Irmgard Klarmann avec laquelle il composera et produira sous le duo Klarmann/Weber.
En 1978, Weber a produit en collaboration avec Irmgard Klarmann son premier disque solo Samstag Abend. Il rencontre le producteur américain Todd Canedy auprès duquel il apprend comment être un producteur au niveau international. Peu de temps après, Weber crée son propre studio d'enregistrement.
En 1981, Weber devient membre de Relax, à l'invitation du groupe. Avec lui, il obtient de nombreuses apparitions à la télévision et de nombreux contacts dans l'industrie du disque. Par ailleurs, Weber compose pour d'autres artistes comme Mandy Winter, Kristina Bach, Alexis, Wolfgang Fierek, Guillermo Marchena, Hans Hartz, Veronika Fischer et Bernie Paul. En 1987, il quitte Relax et se concentre sur sa carrière internationale.
Weber est fasciné par la musique américaine, il écrit pour le marché américain. En 1988, il obtient sa première entrée dans le Top 40 avec Symptoms of true Love de Tracie Spencer. En 1992, Weber connaît ses premiers titres numéro un et deux des ventes aux États-Unis avec la chanteuse Chaka Khan. L'album The woman I am de Chaka Khan est récompensé d'un Grammy Awards, l'American Society of Composers, Authors and Publishers récompense Weber. Le duo Klarmann/Weber fait l'objet d'un article du magazine Billboard. Weber collabore avec d'autres artistes américains comme Paul Anka, La Toya Jackson, Leo Sayer, Toni Braxton, La Bouche, Beverley Knight, Jennifer Rush, Seiko Matsuda, Randy Crawford, Vanessa Amorosi, Exposé, Nancy Wilson et Boney James.
À la fin des années 1990, Weber s'installe à Atlanta où il monte un label.

## Source de la traduction
- (de) Cet article est partiellement ou en totalité issu de l’article de Wikipédia en allemand intitulé « Felix Weber (Musikproduzent) » (voir la liste des auteurs).